# Celon
Celon település Franciaországban, Indre megyében. Lakosainak száma 383 fő (2022. január 1.). Celon Argenton-sur-Creuse, Bazaiges, Ceaulmont és Vigoux községekkel határos.

## Népesség
A település népességének változása:
| Lakosok száma | 429  | 372  | 369  | 375  | 402  | 408  | 407  | 398  | 394  | 383  |
|               | 1968 | 1982 | 1990 | 2006 | 2013 | 2015 | 2017 | 2019 | 2020 | 2022 |